# Segno di Kussmaul
Il segno di Kussmaul è l'osservazione di un aumento paradosso o una mancata caduta della pressione venosa giugulare durante l'inspirazione.
Può essere osservato in alcune malattie cardiache ed è solitamente indicativo di un riempimento ventricolare destro limitato a causa di una insufficienza cardiaca destra.

## Eponimo
Deve il suo nome al medico tedesco Adolf Kussmaul, il primo ad averlo descritto. È anche accreditato per aver descritto il respiro di Kussmaul.

## Patogenesi
Normalmente la pressione nelle vene giugulari diminuisce durante l'inspirazione, in conseguenza della fisiologica diminuzione della pressione della gabbia toracica in espansione e dell'aumento del volume ventricolare destro durante la diastole. Il segno di Kussmaul suggerisce una compromissione del riempimento del ventricolo destro, conseguente alla presenza di liquido nel cavo pericardico o per la scarsa distensibilità del miocardio. Il sangue venoso ristagna quindi all'interno delle vene, causandone la distensione. Nel caso della vena giugulare, questa diventa quindi clinicamente visibile a livello del collo.

## Eziologia
Nella diagnosi differenziale il segno di Kussmaul è generalmente associato a pericardite costrittiva con cardiomiopatia restrittiva e tamponamento cardiaco.
Altre possibili cause del segno di Kussmaul sono:
- Infarto miocardico acuto del ventricolo destro
- Insufficienza cardiaca destra
- Tumori cardiaci quali il mixoma
- Stenosi della tricuspide
- Cardiomiopatia restrittiva
- Embolia polmonare
- Pericardite costrittiva